# Coppa di Pitagora

Vista in sezione

La coppa di Pitagora (conosciuta anche come coppa Pitagorica o coppa di Tantalo ) è un tipo di coppa che obbliga l'utilizzatore a riempirla con parsimonia. L'invenzione è attribuita al filosofo greco Pitagora, e permette a chi la usa di riempirla solo fino ad un certo livello. Se l'utilizzatore resta entro quel livello, può godersi la sua bevanda. Se, viceversa, mostrasse ingordigia riempiendola troppo, la coppa riverserebbe l'intero contenuto dal fondo.

## Forma e funzione
La coppa pitagorica assomiglia in tutto e per tutto ad una normale coppa, a parte il fatto che dal fondo si innalza una colonna centrale, che dà all'interno del contenitore la forma complementare di una ciambella. Al centro della colonna è posizionato un foro di uscita e un altro piccolo foro è aperto sulla base della coppa. Questi due fori sono messi in comunicazione attraverso un canale aperto a forma di U rovesciata.
Quando la coppa viene riempita, il liquido sale fintanto che si riempie la gamba corta della U rovesciata (per il principio dei vasi comunicanti). Se il liquido non arriva al culmine della U rovesciata, è una normalissima coppa. Quando il livello del liquido va oltre il culmine della U rovesciata, inizia a fluire nella gamba lunga della U e si riversa dal fondo. La pressione idrostatica così formata va a creare un sifone nella colonna centrale causando il totale svuotamento della coppa attraverso il buco alla base della colonna. Il medesimo principio è attuato nei moderni gabinetti: quando il livello dell'acqua sale abbastanza, si crea il sifone e la tazza si svuota.

## Usi comuni
La coppa pitagorica è attribuita a Pitagora, ragion per cui è spesso venduta sull'isola greca di Samo (sua isola natale) come souvenir per i turisti. Viene spesso accompagnata da fogliettini informativi o di curiosità come, ad esempio: "La leggenda vuole che Pitagora, durante i lavori per la fornitura di acqua a Samo intorno al 530 a.C., avesse limitato il consumo di vino da parte dei lavoratori inventando questa coppa. Qualora il vino avesse superato la linea, la coppa si sarebbe svuotata completamente punendo la bramosia dello sventurato". Non ci sono prove storiche di questo, ma è indubbio che ai tempi di Pitagora un problema di approvvigionamento di acqua sull'isola di Samo esisteva, come mostrato dal tunnel di Eupalinos che il regnante Policrate ha fatto scavare per più di un chilometro e che serve da acquedotto per la città.

## Galleria d'immagini

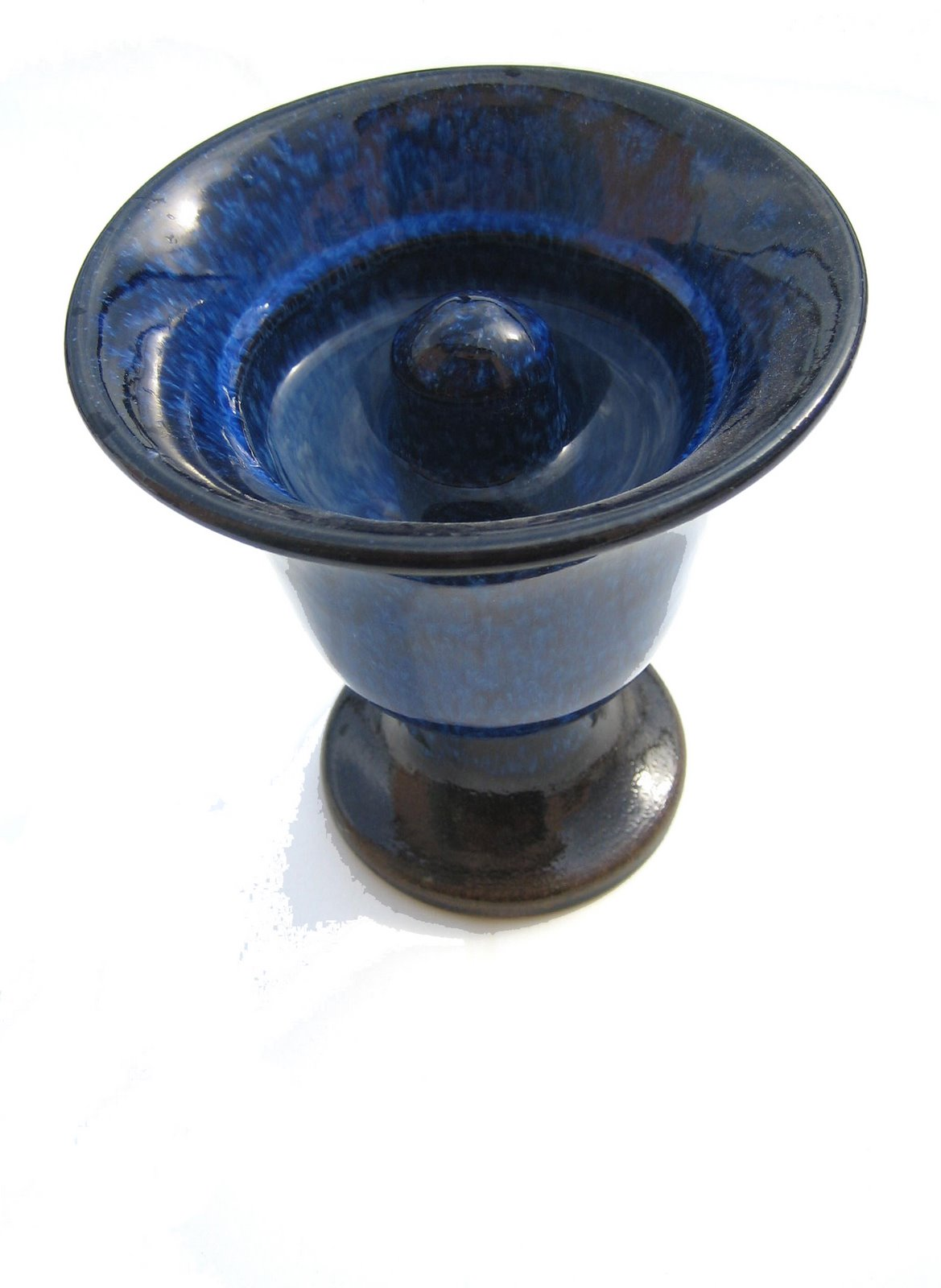
Coppa pitagorica venduta a Samo
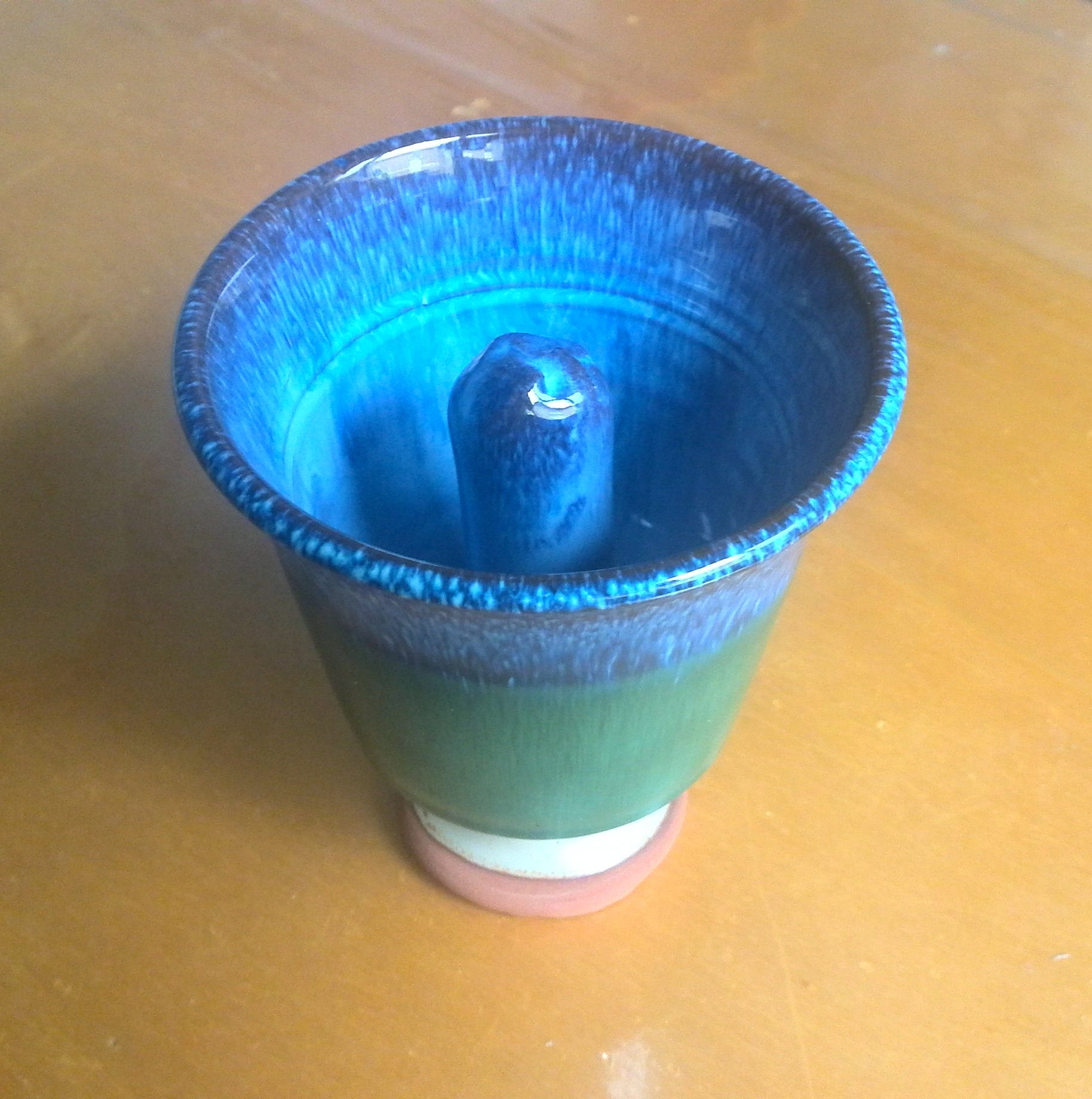
Un altro tipo di coppa pitagorica
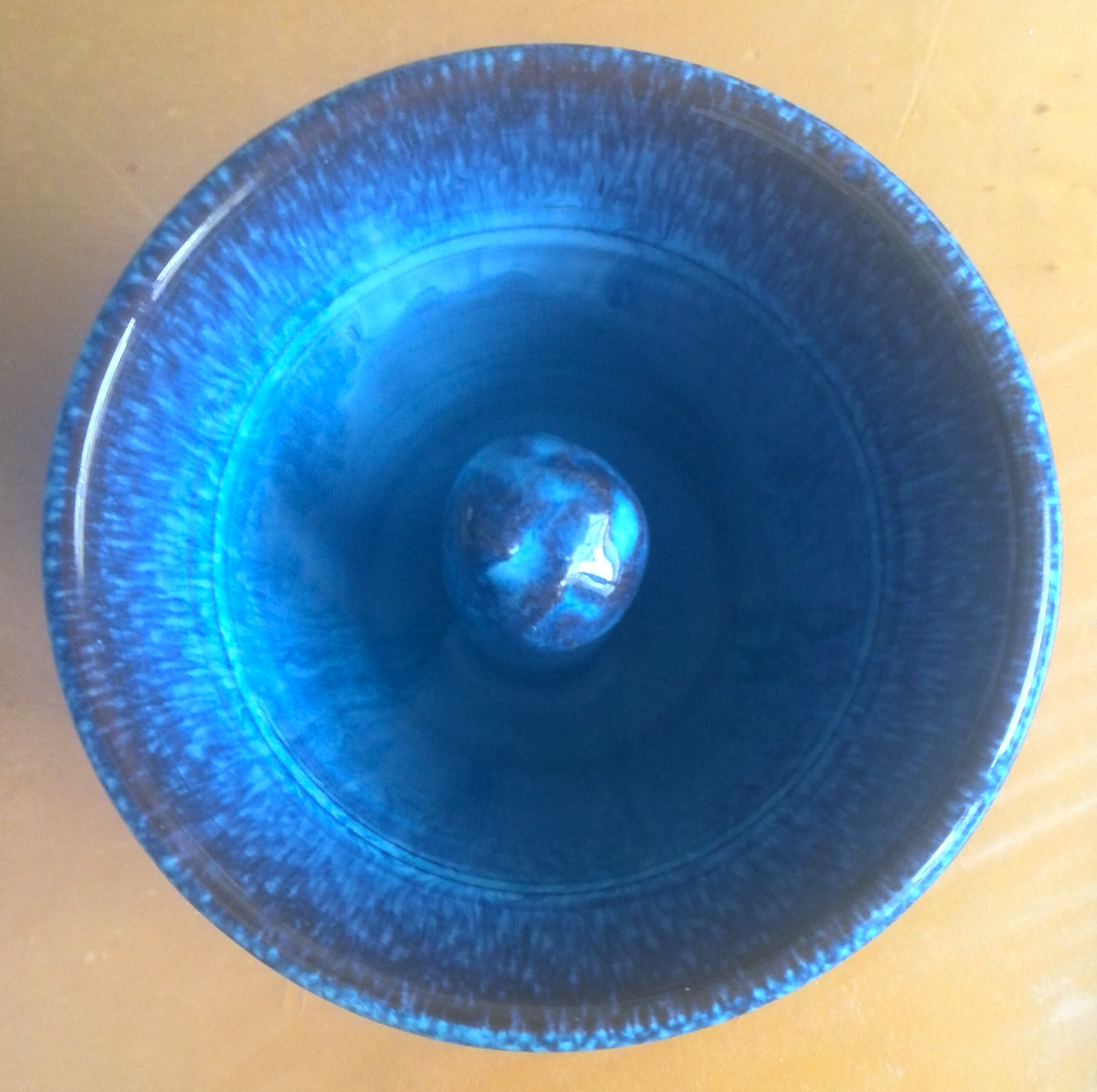
Visione dall'alto della coppa
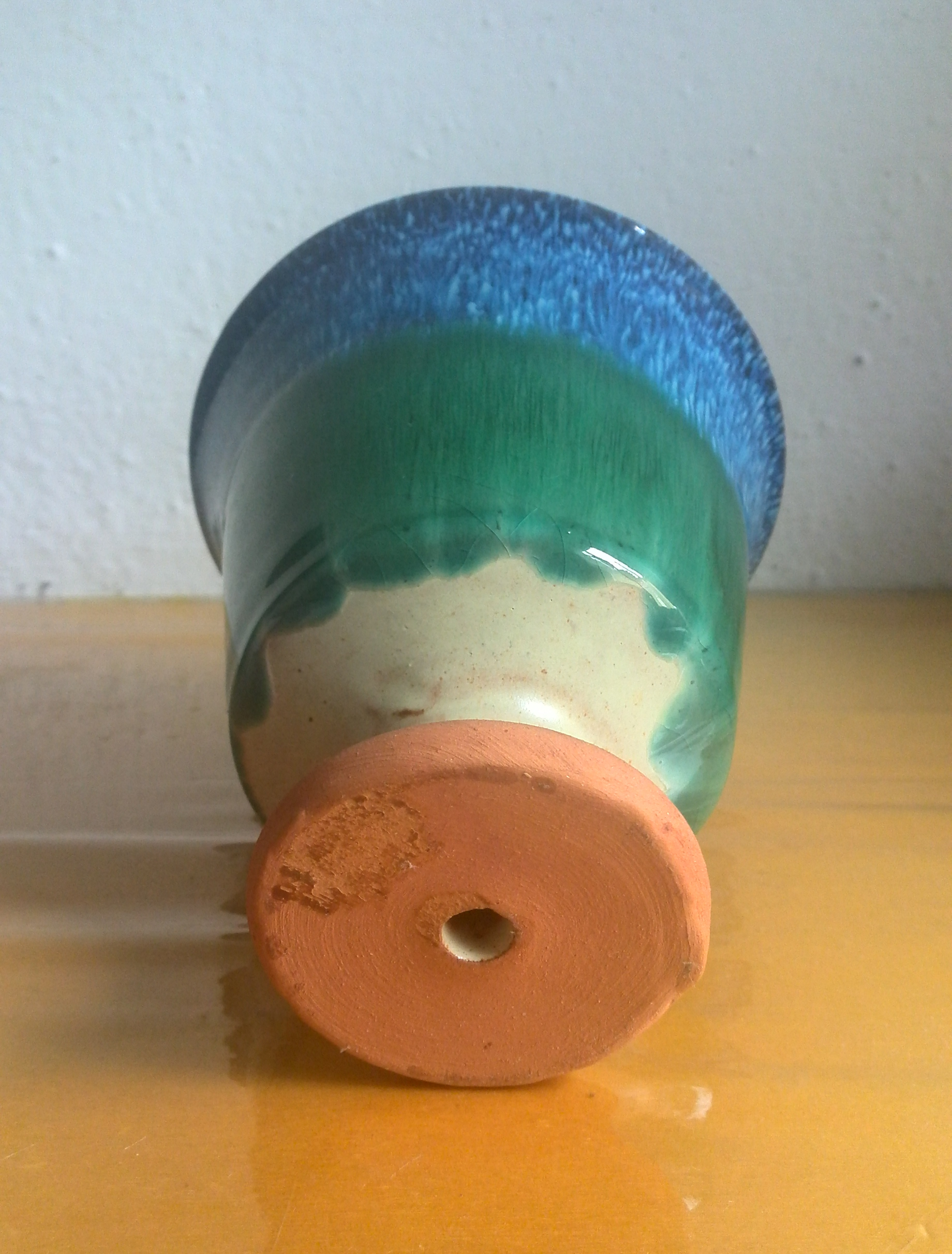
Foro di uscita della coppa